# Pasho
Pasho Dzong, Chinees: Baxoi Xian of Basu Xian is een arrondissement in de prefectuur Chamdo in de Tibetaanse Autonome Regio, China. Het heeft een oppervlakte van 23.564 km² en in 1999 telde het 35.273 inwoners. De gemiddelde hoogte is 3260 meter. De gemiddelde jaarlijkse temperatuur is 10,4 °C en jaarlijks valt er gemiddeld 233,3 mm neerslag.
In het arrondissement bevindt zich de luchthaven Chamdo Bangda. Door Pasho loopt de Nationale weg G318.